# Trouser Press

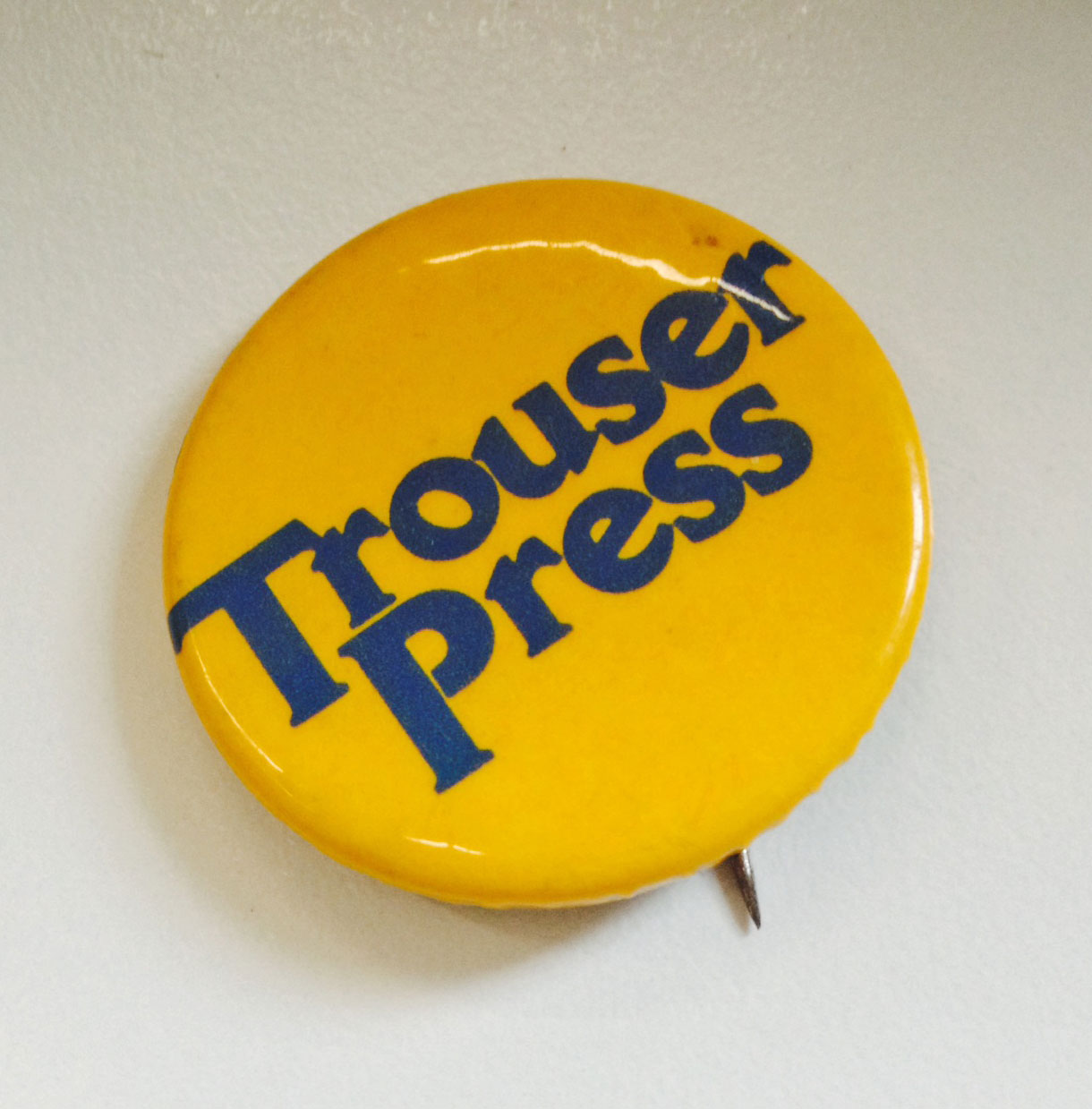
Badge du magazine Trouser Press (1982)

Trouser Press est un magazine musical américain fondé en 1974 à New York. Fanzine publié de façon artisanale, il se professionnalise et devient un vrai magazine, publié entre 1977 et 1984. L'équipe rédactionnelle publie également des guides musicaux, dont le contenu figure sur son site Trouserpress.com depuis 1997.

## Histoire

### Le magazine
Ira Robbins, Dave Schulps et Karen Rose fondent le fanzine Transoceanic Trouser Press, dont le nom est tiré d'un titre du Bonzo Dog Band, en 1974. Vendu dans le quartier de Manhattan à la sortie des concerts, il s'intéresse principalement au rock britannique et consacre des articles de fond aux formations des années 1960 et 1970.
L'équipe rédactionnelle met ensuite sur pied un vrai magazine, distribué en kiosque à partir de 1977. Jusqu'en 1984, il rend compte de l'actualité des groupes britanniques et américains appartenant aux scènes punk et new wave. À son apogée, le tirage du magazine atteint les 60 000 exemplaires. Il cesse de paraître après le n°96, célébrant le 10e anniversaire de Trouser Press.

### Les guides musicaux
À partir de 1983, Trouser Press publie une série de guides musicaux, constitués de discographies et de chroniques de disques. The Trouser Press Guide to New Wave Records, couvrant la période new wave et ses racines, est plusieurs fois réédité. La 4e édition, mise à jour, paraît en 1991. The Trouser Press Guide to '90s Rock est constitué de nouvelles chroniques couvrant 2 300 groupes de la scène indépendante des années 1990,.

### Trouserpress.com
Le site Trouserpress.com est mis en ligne en 1997 en partenariat avec SonicNet, il reprend le contenu du Trouser Press Record Guide, La seconde version de Trouserpress.com est dirigée de façon indépendante par Ira Robbins depuis le rachat de SonicNet par la chaîne musicale MTV en 1999.